# Otavalo (kanton)
Otavalo – kanton w Ekwadorze, w prowincji Imbabura. Stolicą kantonu jest Otavalo.